# Brachypetersius huloti
Brachypetersius huloti är en fiskart som först beskrevs av Poll, 1954.  Brachypetersius huloti ingår i släktet Brachypetersius och familjen Alestidae. IUCN kategoriserar arten globalt som livskraftig. Inga underarter finns listade.